# Boxhagen-Rummelsburg

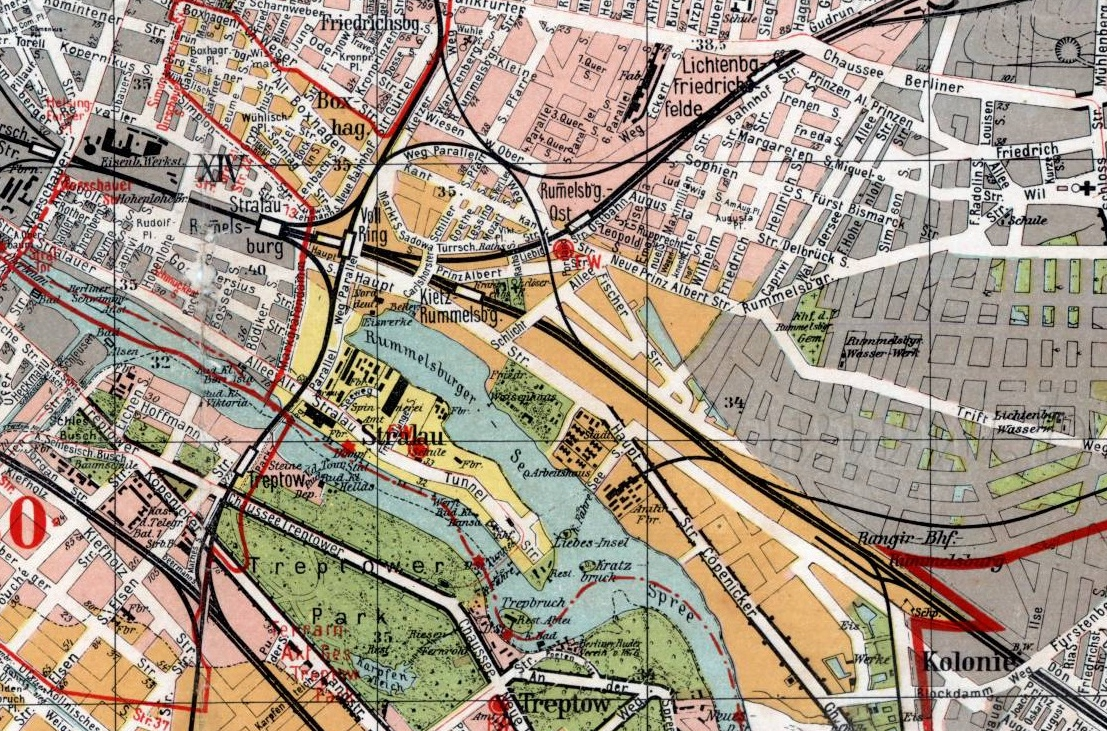
Boxhagen-Rummelsburg (orange, von NW nach SO) 1907.
Angrenzend im Uhrzeigersinn von Norden: Lichtenberg (rosa), Friedrichsfelde mit Karlshorst (grau), Treptow (rosa) Stralau (gelb), Berlin (grau).
Die roten Linien markieren die Grenzen der Postleitgebiete.

Boxhagen-Rummelsburg war bis 1889 ein Gutsbezirk und von 1889 bis 1912 eine Landgemeinde im Kreis Niederbarnim in direkter Nachbarschaft zur Stadt Berlin. Das Gebiet der ehemaligen Landgemeinde gehört heute zu den Berliner Ortsteilen Friedrichshain (Bezirk Friedrichshain-Kreuzberg) und Rummelsburg (Bezirk Lichtenberg).

## Lage
Die Gemeinde lag auf dem Gebiet der heutigen Ortsteile Friedrichshain und Rummelsburg. Sie erstreckte sich über einen Streifen von etwa fünf Kilometern Länge in Nordwest-Südost-Richtung, der selten mehr als einen Kilometer Breite erreichte. Zur Gemeinde gehörte westlich der Ringbahn das Gebiet zwischen der Simon-Dach-Straße im Westen, der Simplonstraße im Süden, dem Straßenzug Boxhagener Straße – Wismarplatz – Weserstraße an der Grenze zu Friedrichsberg im Norden, sowie der heutige Bahnhof Ostkreuz. Östlich der Ringbahn lagen die Grenzen des Gemeindegebietes nördlich der heutigen Kaskel- und Lückstraße und weiter etwas nördlich der Eisenbahnlinie nach Frankfurt (Oder) bis in Höhe Blockdammweg; im Süden bildeten Spree und Rummelsburger See eine natürliche Grenze. Siedlungsschwerpunkte waren bei Gemeindegründung die Kolonie um das Vorwerk Boxhagen, Rummelsburg, die Victoriastadt und die Kolonie Lichtenberger Kietz.

## Geschichte

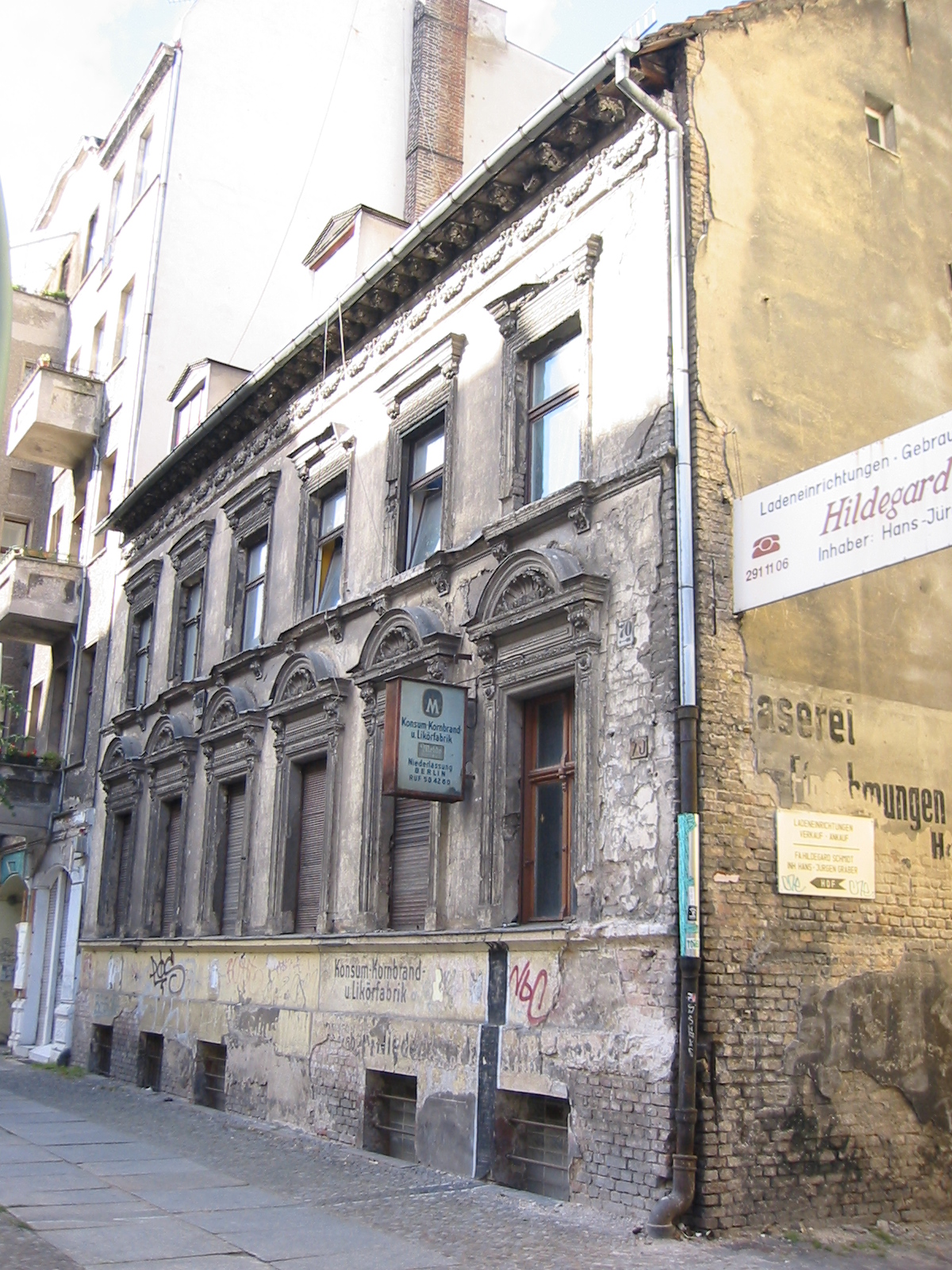
Typisches Haus der Erstbebauung in der Boxhagener Straße 70

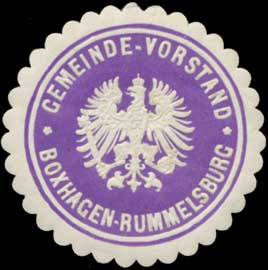
Siegelmarke Gemeinde-Vorstand Boxhagen-Rummelsburg

Die erste urkundliche Erwähnung Boxhagens datiert aus dem 14. Jahrhundert, damals Buchshagen geschrieben, es war ein von Berliner Bürgern gern benutztes Wiesengelände vor ihrer Stadt. Als Vorwerk (mit Meierei) von Berlin erschien es 1591 erstmals in den Akten, danach wechselte die Ansiedlung mehrfach ihren Besitzer. Auf einer historischen Karte von Berlin und Umgebung des Jahres 1778 ist die kleine Ansiedlung als Buckshagen eingezeichnet. Im statistischen Taschenbuch von 1830 sind für Boxhagen (damals: Bockshagen) lediglich 16 Häuser vermerkt. Rummelsburg, der andere Gemeindeteil, entwickelte sich aus einem Anwesen, wo der Weinhändler Johann Jakob Rummel um 1720 eine Gastwirtschaft eröffnete, die er Rummelsburg nannte. 1801 hatte Rummelsburg fünf Häuser und elf Einwohner, 1856 erst acht Häuser und 67 Einwohner.
Im 19. Jahrhundert bildeten Boxhagen und Rummelsburg zunächst einen Gutsbezirk im Kreis Niederbarnim. 1889 wurde der Gutsbezirk Boxhagen-Rummelsburg in die Landgemeinde Boxhagen-Rummelsburg umgewandelt. Neu zu Boxhagen-Rummelsburg kamen dabei die Kolonie Lichtenberger Kiez vom Gutsbezirk Lichtenberg, Teile der Gemeinden Friedrichsfelde und Stralau sowie die sogenannten Hönower Wiesen. Adolph Schlicht wurde Gemeindevorsteher und übte dieses Amt bis 1901 aus. In den folgenden Jahren setzte eine umfangreiche Wohn- und Industriebebauung ein. Erwähnenswert ist die Ansiedlung der Knorr-Bremse in der heutigen Neuen Bahnhofstraße. Der Bahnhof Ostkreuz trug von seiner Eröffnung im Jahr 1882 bis 1933 den Namen Stralau-Rummelsburg. Das Rathaus der Gemeinde entstand an der Türrschmidtstraße in der Victoriastadt und beherbergt seit 2006 als Stadthaus das Heimatmuseum des Bezirks Lichtenberg.
Später entstanden auch Wohnensembles für wohlhabendere Bürger inmitten des Arbeiterbezirks. So errichtete die Friedrichsberger Bank ab 1911 die Häuser an der Knorrpromenade. Bereits zwischen 1904 und 1906 war an der Sonntagstraße die Beamtenwohnsiedlung Helenenhof entstanden.
Angesichts des ungünstigen Zuschnitts der Gemeinde und relativ geringen Steuereinnahmen strebte Boxhagen-Rummelsburg in den 1900er Jahren die Eingemeindung nach Berlin an. Nachdem diese Bestrebungen gescheitert waren, wandte sich die Gemeinde der kreisfreien Stadt Lichtenberg zu. Es kam zu einem beidseitigen Einvernehmen, woraufhin Boxhagen-Rummelsburg durch ein preußisches Gesetz am 1. April 1912 aus dem Kreis Niederbarnim ausschied und Teil von Lichtenberg wurde.
Bei der Bildung von Groß-Berlin im Jahr 1920 wurde Lichtenberg mitsamt Boxhagen-Rummelsburg nach Berlin eingemeindet. Bei der Bezirksreform von 1938 kamen die westlich der Ringbahn gelegenen Teile der ehemaligen Gemeinde zum Bezirk Friedrichshain, damals Verwaltungsbezirk Horst Wessel genannt. Der östlich der Ringbahn gelegene Teil von Boxhagen-Rummelsburg verblieb in Lichtenberg. Bei der Berliner Verwaltungsreform von 2001 wurde ein neuer Ortsteil Rummelsburg eingerichtet, der aus dem außerhalb der Ringbahn gelegenen Teil der ehemaligen Gemeinde Boxhagen-Rummelsburg sowie dem ursprünglich zu Lichtenberg gehörenden Teil des Weitlingkiezes besteht.
An die Ansiedlung Boxhagen westlich der Ringbahn erinnert nur noch wenig. Das Gebiet ist fast völlig in der Friedrichshainer Bebauung aufgegangen. Das Vorwerk Boxhagen ist komplett verschwunden. An die ursprüngliche Bebauung der Kolonie erinnern lediglich die Häuser Boxhagener Straße 70–72. Verblieben sind die Straßennamen Boxhagener Platz und Boxhagener Straße. Die evangelische Kirchengemeinde, zu der der Bereich des ehemaligen Gutsbezirks Boxhagen gehört, trägt den Namen Boxhagen-Stralau. Manche durchgehenden Straßenzüge ändern bis heute an den einstigen Gemeindegrenzen ihre Bezeichnung.

## Einwohnerentwicklung
| Jahr | Einwohner |
| ---- | --------- |
| 1858 | 00.346    |
| 1871 | 01.393    |
| 1875 | 02.135    |
| 1880 | 04.204    |
| 1885 | 05.618    |
| 1890 | 11.038    |
| 1895 | 16.427    |
| 1900 | 16.884    |
| 1905 | 32.485    |
| 1910 | 51.942    |
| 1912 | 55.412    |

## Bau- und Gartendenkmale
Viele Bauten auf dem ehemaligen Gebiet von Boxhagen-Rummelsburg befinden sich auf der Berliner Denkmalliste.
Eine Auswahl:

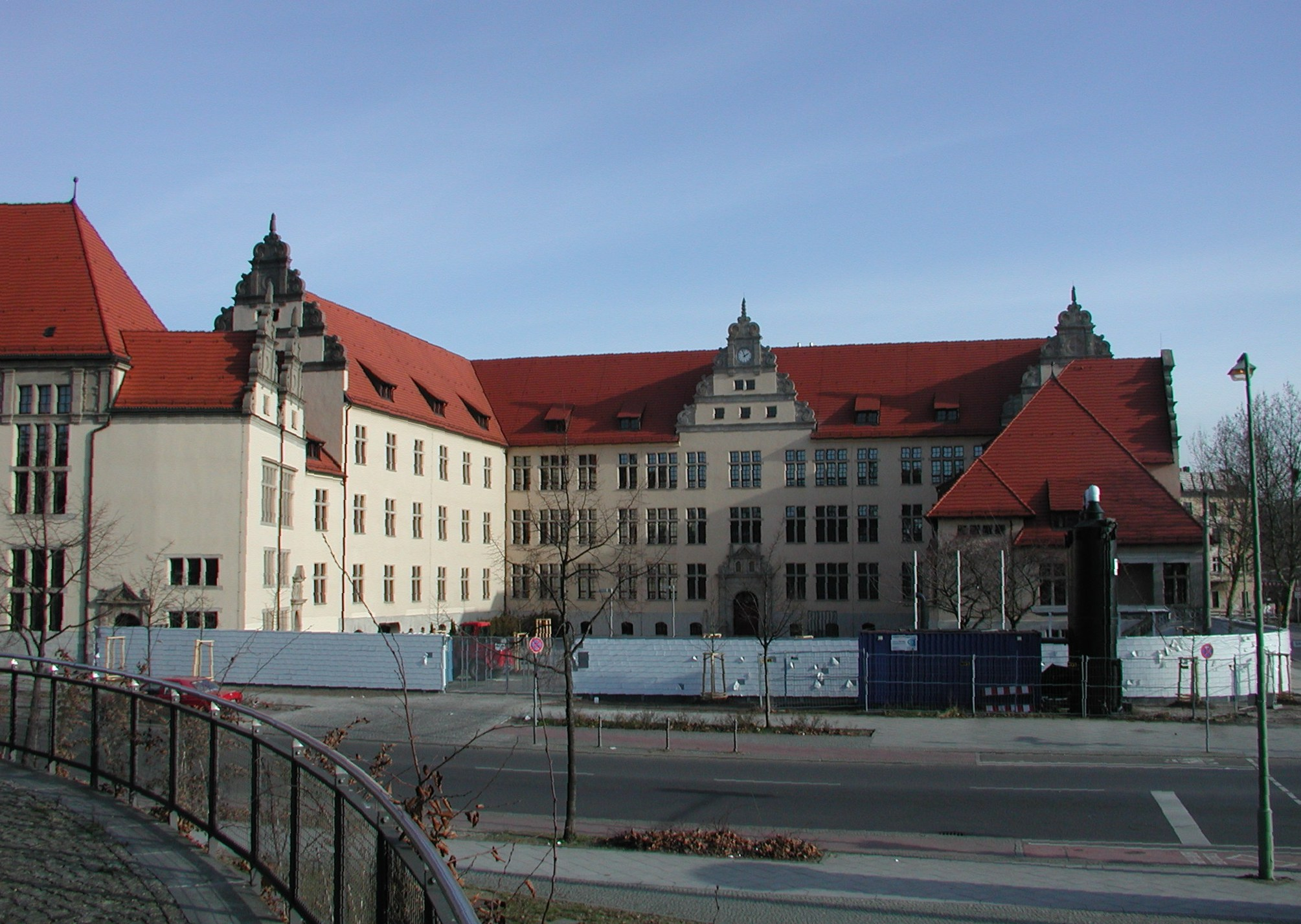
Ehemaliges Jahn-Realprogymnasium in der Marktstraße

- Bauensemble Gabriel-Max-Straße 3 und 20
- Gesamtanlage Knorr-Bremse, Neue Bahnhofstraße
- Ensemble Industriebauten Boxhagener Straße 73
- Cyklon-Maschinenfabrik Boxhagener Straße 80
- Gartendenkmal Boxhagener Platz
- Kaiserin-Augusta Viktoria-Krankenhaus und Bundesanstalt für Arbeitsmedizin, Nöldnerstraße 40
- Jahn-Realprogymnasium, Marktstraße 2
- Werkstattgebäude (ehemalige Wagenfedernschmiede), Spittastraße
- Offenbarungskirche in Boxhagen, Simplonstraße 31–37, evangelische Kirche in teils serieller Bauweise nach einem Entwurf von Otto Bartning, Teil eines Notkirchenprogramms nach dem Zweiten Weltkrieg
- Erlöserkirche in der Nöldnerstraße
- Ensemble Pfarrstraße
- Helenenhof, Wohnanlage zwischen Simplon- und Sonntagstraße, 1903–1905 von Erich Köhn
- Schrotkugelturm in der Nöldnerstraße

## Persönlichkeiten

### Söhne und Töchter der Gemeinde
- Adolph Schlicht (1840–1910), Amts- und Gemeindevorsteher von Boxhagen-Rummelsburg
- Hanns Bobermin (1903–1960), SS-Führer und verurteilter Kriegsverbrecher der Nürnberger Prozesse
- Herbert Kebelmann (1907–1996), Filmregisseur, -produzent und Kameramann
- Alfred Kowalke (1907–1944), Widerstandskämpfer gegen den Nationalsozialismus
- Margarete Steffin (1908–1941), Schauspielerin
- Arthur Weisbrodt (1909–1944), Widerstandskämpfer gegen den Nationalsozialismus

### Mit Boxhagen-Rummelsburg verbundene Persönlichkeiten
- Carl Alexander von Martius (1838–1920), Mitgründer der Gesellschaft für Anilinfabrikation in Rummelsburg
- Paul Mendelssohn Bartholdy der Ältere (1841–1880), Mitgründer der Gesellschaft für Anilinfabrikation in Rummelsburg
- Heinrich Zille (1858–1929), Maler und Grafiker, lebte von 1883 bis 1892 in Rummelsburg
- Georg Knorr (1859–1911), Gründer der Knorr-Bremse GmbH in der Neuen Bahnhofstraße
- Ernst Hahn (1865–1940), Amts- und Gemeindevorsteher von Boxhagen-Rummelsburg
- Oskar Maretzky (1881–1945), stellvertretender Bürgermeister von Boxhagen-Rummelsburg